# Burhan Eşer
Burhan Eşer (sinh 28 tháng 12 năm 1987) là một cầu thủ bóng đá Thổ Nhĩ Kỳ., thi đấu ở vị trí tiền vệ cho BB Erzurumspor tại TFF First League.